# Film Ideal
Film Ideal fou una revista especialitzada en cinema, que va començar a vendre's el 1956. És considerada com una de les millors revistes de crítica i assaig fílmic de la dècada dels cinquanta. Tot i que va començar com una publicació d'orientació catòlica, amb el lema un cine mejor para un mundo mejor, va acabar convertint-se en una variant espanyola del primer Cahiers du Cinéma. Va ser fundada per Félix Martialay